# Дьюха, Джон
Джон Александер Дьюха (англ. John Alexander Duha; 16 февраля 1875, Чикаго, Иллинойс — 21 января 1940, Чикаго, Иллинойс) — американский гимнаст и легкоатлет, двукратный бронзовый призёр летних Олимпийских игр 1904.
На Играх 1904 в Сент-Луисе в гимнастике Дьюха соревновался в восьми дисциплинах. Он занял третьи места в командном первенстве и упражнениях на брусьях. Также он стал четвёртым в первенстве на семи снарядах, в соревнованиях на перекладине и коне и в опорном прыжке, 22-м в первенстве на 9 снарядах и 24-м в личном первенстве.
В лёгкой атлетике Дьюха соревновался только в троеборьи, в котором он занял 36-е место.